# Brits-Ceylon
Brits-Ceylon (Engels: Ceylon Sinhala: බ්‍රිතාන්‍ය ලංකාව Britanya Lankava Tamil: பிரித்தானிய இலங்கை Birithaniya Ilangai) was van 1795 tot 1948 een Britse kolonie op het eiland Ceylon, dat tegenwoordig Sri Lanka genoemd wordt.

## Geschiedenis

### Ontstaan van Brits-Ceylon
Toen Nederland in 1795 onder Franse invloed kwam  vluchtte de stadhouder naar Londen. Onder druk van de Engelsen droeg de stadhouder het beheer van het Nederlandse deel van het eiland over aan de Britten. Aanvankelijk werd Brits-Ceylon bestuurd vanuit Brits-Indië, maar in 1798 werd het een aparte kolonie en in 1802 een kroonkolonie.

### Eerste Kandy-oorlog
Nadat de Britten het Nederlandse deel van het eiland in handen kregen wilden ze hun macht uitbreiden over de rest van het eiland, het gebied van het koninkrijk Kandy. Aanvankelijk wilden ze van Kandy een protectoraat maken, maar nadat koning Sri Vikrama Rajasinha van Kandy dit weigerde verklaarden de Britten het koninkrijk de oorlog. De Eerste Kandy-oorlog duurde van 1803 tot 1805 en eindigde in een Britse overwinning.

### Uva-opstand
Van 1817 tot 1818 vond de eerste opstand plaats tegen het Britse beleid op Ceylon. Deze begon in de steden Uva en Wellassa en daarom wordt deze opstand ook de Uva-Wellassa-opstand genoemd. De opstand begon omdat de inwoners en edelen van Ceylon het Britse bewind niet wilden accepteren. De leider van de opstand, Keppetipola Disawe, haalde veel regionale leiders over om mee te vechten en wist de Britten uit Kandy en Matale te verjagen. Toen Keppetipola echter ziek werd namen de Britten hem gevangen en onthoofden hem. Ze kregen nu steun van enkele edelen waardoor hun bevoorrading verbeterde en de opstand kon worden neergeslagen. Na de opstand namen de Britten alle bezittingen van de opstandelingen in beslag. Hun vee werd gedood en hun huizen werden in brand gestoken. Ook werden de irrigratiesystemen van Uva en Wellassa vernietigd, en werd zout op de akkers van de opstandelingen gestrooid. Alle mannen boven de 18 jaar in het opstandige gebied werden door de overwinnaar gedood.

### Matale-opstand
De Matale-opstand was een boerenopstand op Ceylon in het jaar 1848. Het was toen onrustig op Ceylon onder andere door de komst van koffie. Koffie groeit op grote hoogte en was dus erg geschikt om in het bergachtige Ceylon te verbouwen. Landerijen van de boeren werden afgepakt om er  koffieplantages van te maken, maar omdat de boeren belangrijke voedselproducenten waren ontstond een tekort aan voedsel. Toen in West-Indië de slavernij werd afgeschaft kwamen er nog meer koffieplantages bij en brak een opstand uit. De Britten sloegen deze hardhandig neer en verscheepten de opstandelingen naar Maleisië. Ook werd de voormalige koning van Kandy opgehangen.

## Burghers
Britse, Hollandse en Portugese kolonisten op Ceylon zorgden door hun omgang met lokale mensen voor  een gemengd nageslacht dat een aparte bevolkingsgroep vormde. Deze zogenoemde Burghers kennen nog steeds een eigen cultuur binnen de Sri Lankaanse samenleving.